# Creed
Creed este o trupă americană de hard rock (1994–2004, 2009-). 

## Membrii formației
Membrii formației sunt: 
- Scott Stapp
- Mark Tremonti
- Scott Phillips
- Brian Marshall.

## Discografie
- 1997 - My Own Prison
- 1999 - Human Clay
- 2001 - Weathered
- 2009 - Full Circle